# Ludwika Ferdynanda Hiszpańska
Infantka Maria Ludwika Ferdynanda Hiszpańska, hiszp. María Luísa Fernanda de Borbón (30 stycznia 1832 w Madrycie – 2 lutego 1897 w Sewilli) – infantka Hiszpanii i księżna Montpensier. Młodsza córka króla Ferdynanda VII i jego czwartej żony-siostrzenicy – Marii Krystyny Burbon, księżniczki Obojga Sycylii.
Starszą siostrą Ludwiki Ferdynandy była Izabela II i kiedy została ona królową, Ludwika Ferdynanda została następczynią tronu (była nią w latach 1833–1851, potem urodziła się córka Izabeli).
Izabela została zaręczona ze swoim bratem ciotecznym – Francisco de Asís, o którym plotkowano, że jest homoseksualistą i impotentem. Król Francuzów – kuzyn sióstr – Ludwik Filip I planował, że z tego małżeństwa nie narodzą się dzieci, a hiszpańska korona trafi do któregoś z jego wnuków. Dlatego Ludwika Ferdynanda została wydana za mąż za Antoniego Orleańskiego, księcia Montpensier (1824–1890), najmłodszego syna Ludwika Filipa I i królowej Marii Amelii Burbon, księżniczki Obojga Sycylii (ciotki matki Ludwiki Ferdynandy).
Ludwika Ferdynanda miała 14 lat, a jej narzeczony 22 lata. 10 października 1846 miał miejsce podwójny ślub; Izabela poślubiła Franciszka, a Ludwika Ferdynanda – Antoniego, który otrzymał tytuł infanta. Para przeniosła się do Paryża, a potem do Sewilli. Stosunki między siostrami znacznie się pogorszyły, ponieważ Antoni ciągle snuł plany obalenia Izabeli II.
Ojciec Antoniego został obalony w 1848. W tym samym roku, 16-letnia Ludwika Ferdynanda urodziła swoje pierwsze dziecko. Kiedy Izabela w 1850 urodziła swoje pierwsze dziecko – syna Ferdynanda, który szybko zmarł, Ludwika Ferdynanda ponownie została następczynią tronu. Tytuł ten utraciła w 1851, gdy Izabela urodziła swoje drugie dziecko – córkę Izabelę Marię, która przeżyła. Ostatecznie po śmierci Izabeli królem został jej drugi syn – Alfons XII, urodzony jako czwarte dziecko. Po obaleniu Izabeli, gdy królem został Amadeusz I Sabaudzki, rodzina musiała udać się na wygnanie. Ludwika Ferdynanda powróciła do Sewilli, dopiero po śmierci jej męża w 1890 i tam zmarła. Została pochowana w Escorialu.

## Potomstwo
Ludwika Ferdynanda i Antoni mieli 10 dzieci, ale tylko 5 z nich dożyło wieku dorosłego: 
- Marię Izabelę (1848–1919), żonę swojego brata ciotecznego – Ludwika Filipa Orleańskiego, hrabiego Paryża,
- Marię Amelię (1851–1870),
- Marię Krystynę (1852–1879), po śmierci jej młodszej siostry – Mercedes, była zaręczona z wdowcem po niej, młodszym od niej o 5 lat, ale zmarła przed ślubem,
- Marię de la Regla (1856–1861),
- dziecko (1857),
- Ferdynanda (1859–1873),
- Marię de las Mercedes (1860–1878), żonę swojego brata ciotecznego – Alfonsa XII, króla Hiszpanii,
- Filipa Rajumnda Marię (1862–1864),
- Antoniego (1866–1930), księcia Galliera, męża swojej siostry ciotecznej – infantki Eulalii,
- Ludwika Marię Filipa Antoniego (1867–1874).

Jej syn Antoni założył gałąź książąt Galliera, jego potomkowie stracili prawa do tronu z powodu swoich morganatycznych małżeństw. Obecny książę Galliera to praprawnuk Ludwiki Ferdynandy – Don Alfonso de Orléans-Borbón y Ferarra-Pignatelli.